# Crăciunul de dincolo
Crăciunul de dincolo (titlu original: Beyond Tomorrow, cunoscut și ca And So Goodbye) este un film de Crăciun american de fantezie din 1940 regizat de A. Edward Sutherland. Rolurile principale au fost interpretate de actorii Harry Carey, C. Aubrey Smith și Charles Winninger - un trio de actori veterani. Filmul este notabil și pentru că este printre puținele în care a jucat Maria Ouspenskaya.. Versiunea inițială a filmului a fost remasterizată digital și păstrată de către National Film Museum, Incorporated.

## Prezentare
Prima jumătate a acestui film de fantezie are loc în Ajunul Crăciunului. Trei bătrâni se împrietenesc cu doi străini, un tânăr și o femeie, care le aduc înapoi portofelele.

## Distribuție
- Harry Carey - George Melton
- C. Aubrey Smith - Allan Chadwick
- Charles Winninger - Michael O'Brien
- Alex Melesh - Josef, majordomul
- Maria Ouspenskaya - Madame Tanya
- Helen Vinson - Arlene Terry
- Rod La Rocque - Phil Hubert
- Richard Carlson - James Houston
- Jean Parker - Jean Lawrence
- J. Anthony Hughes - Ofițer de poliție Johnson, care îl lasă pe James să se plimbe pe calul său  (împotriva regulamentelor)
- Robert Homans - sergent de poliție, care observă infracțiunea
- Virginia McMullen - secretara de la postul de radio
- James Bush - Jace Taylor
- William Bakewell - David Chadwick